# Philadelphia Phillies
Philadelphia Phillies là một câu lạc bộ bóng chày chuyên nghiệp Mỹ có trụ sở tại Philadelphia, bang Pennsylvania. Phillies thi đấu tại Major League Baseball (MLB) với tư cách CLB thành viên của bảng miền Đông của chi giải National League (NL). Từ năm 2004, sân nhà của đội là Citizens Bank Park, nằm trong Khu liên hợp thể thao Nam Philadelphia .    
Được thành lập vào năm 1883, Phillies là đội bóng hoạt động liên tục, với cùng một cái tên và cố định tại một địa phương lâu đời nhất trong thể thao chuyên nghiệp của Mỹ và là một trong những đội bóng có giàu truyền thống nhất tại MLB.  Kể từ khi thành lập, Phillies đã giành được hai chức vô địch World Series (đánh bại Kansas City Royals năm 1980 và Tampa Bay Rays năm 2008 ), tám chức vô địch National League (lần đầu tiên là vào năm 1915) và lọt vào vòng play-off trong 15 mùa giải. Đội đã chơi 122 mùa giải liên tiếp kể từ kì World Series hiện đại đầu tiên và 142 mùa giải kể từ khi thành lập năm 1883. Tính đến cuối mùa giải 2024, Phillies đã chơi 21.648 trận, với thành tích thi đấu là 10,207 thắng – 11,326 bại – 115 hòa (tỉ lẹ thắng 0,474 ). 
Với chức vô địch đầu tiên vào năm 1980, Phillies là đội cuối cùng trong số 16 đội tiền thời kì mở rộng giành được chức vô địch World Series. Kể từ khi giải đấu bắt đầu chia bảng miền trong các chi giải vào năm 1969, Phillies đã nổi lên như một trong những đội bóng thành công nhất của MLB khi giành được 12 chức vô địch bảng đấu, bao gồm năm chức vô địch bảng miền Đông NL từ năm 2007 đến năm 2011, sáu chức vô địch National League và hai chức vô địch World Series.
CLB được thành lập tại Philadelphia vào năm 1883 nhằm thay thế Worcester Worcesters, tại National League. Đội đã chơi tại một số sân vận động trong thành phố, bao gồm Recreation Park (1883–1886), Baker Bowl (1887–1938), Shibe Park (sau này đổi tên thành SVĐ Connie Mack vào năm 1953 để vinh danh huấn luyện viên lâu năm của Philadelphia Athletics là Connie Mack ) (1938–1970), Veterans Stadium (1971–2003), và hiện tại là Citizens Bank Park (2004–nay).
Phillies là đội thể thao Mỹ đầu tiên chịu hơn 10.000 trận thua, một phần do sự lâu đời của họ.  Phần lớn số trận thua đó xảy ra trong khoảng thời gian 31 năm từ 1918 đến 1948, trong đó Phillies chỉ giành được một mùa giải thắng lợi.
Tuy nhiên, một phần cũng nhờ vào sự lâu đời của mình, Phillies là một trong chín CLB duy nhất giành được hơn 10.000 trận thắng trong lịch sử. Cầu thủ chốt ba kiêm thành viên Đại sảnh Danh vọng bóng chày quốc gia Mike Schmidt được coi là cầu thủ vĩ đại nhất mọi thời đại của CLB.  Trong lịch sử của Phillies kể từ năm 1883, 33 cầu thủ Phillies đã được ghi danh vào Đại sảnh Danh vọng bóng chày quốc gia .
Đội hạng dưới cấp 3A của Philadelphia Phillies là Lehigh Valley IronPigs, thi đấu tại Coca-Cola Park tại Allentown, Pennsylvania . Đội cấp 2A là Reading Fightin Phils, thi đấu tại Reading, Pennsylvania . Các đội cấp A bao gồm Jersey Shore BlueClaws, thi đấu ở Lakewood Township, New Jersey ; và Clearwater Threshers với sân nhà ở Clearwater, Florida .
Cơ sở tập huấn mùa xuân của CLB nằm tại BayCare Ballpark tại Clearwater, Florida.